# La Cuesta, Guerrero
La Cuesta är en ort i Mexiko.   Den ligger i kommunen Técpan de Galeana och delstaten Guerrero, i den södra delen av landet, 290 km sydväst om huvudstaden Mexico City. La Cuesta ligger 444 meter över havet och antalet invånare är 113.
Terrängen runt La Cuesta är huvudsakligen kuperad, men åt nordost är den bergig. Runt La Cuesta är det ganska glesbefolkat, med 22 invånare per kvadratkilometer. Närmaste större samhälle är San Luis de La Loma, 14,6 km sydväst om La Cuesta. I omgivningarna runt La Cuesta växer huvudsakligen savannskog.